# Бобруйск (станция)
Бобруйск (бел. Бабруйск) — промежуточная погрузочно-пассажирская железнодорожная станция Могилёвского отделения Белорусской железной дороги на электрифицированной магистральной линии Минск — Гомель. Расположена в городе Бобруйске. Станция Бобруйск 2-го класса — узловая, соединяет ближайшие станции: Березина (погрузочно-пассажирская), Шинная (грузовая) и Киселевичи (пассажирская).
Станция обслуживает пассажирские перевозки дальнего, местного и пригородного сообщения, а также грузовые перевозки.